# Collegio uninominale Lombardia 4 - 06
Il collegio elettorale uninominale Lombardia 4 - 06 è stato un collegio elettorale uninominale della Repubblica Italiana per l'elezione della Camera tra il 2017 ed il 2022.

## Territorio
Come previsto dalla legge elettorale italiana del 2017, il collegio era stato definito tramite decreto legislativo all'interno della circoscrizione Lombardia 4.
Era formato dal territorio di 40 comuni: Bagnolo San Vito, Bigarello, Borgofranco sul Po, Carbonara di Po, Castelbelforte, Castel d'Ario, Castiglione delle Stiviere, Cavriana, Curtatone, Goito, Guidizzolo, Magnacavallo, Mantova, Marmirolo, Medole, Monzambano, Ostiglia, Pieve di Coriano, Poggio Rusco, Ponti sul Mincio, Porto Mantovano, Quingentole, Quistello, Revere, Rodigo, Roncoferraro, Roverbella, San Benedetto Po, San Giacomo delle Segnate, San Giorgio di Mantova, San Giovanni del Dosso, Schivenoglia, Sermide e Felonica, Serravalle a Po, Solferino, Sustinente, Villa Poma, Villimpenta, Volta Mantovana e Borgo Virgilio.
Il collegio era quindi interamente compreso nella provincia di Mantova.
Il collegio era parte del collegio plurinominale Lombardia 4 - 02.

## Eletti
| Elezione | Elezione | Deputato    | Partito |
| -------- | -------- | ----------- | ------- |
|          | 2018     | Andrea Dara | Lega    |

## Dati elettorali

### XVIII legislatura
Come previsto dalla legge elettorale, 232 deputati erano eletti con sistema a maggioranza relativa in altrettanti collegi uninominali a turno unico.
| Candidati              | Candidati             | Voti    | %     | Liste                           | Voti    | %     |
| ---------------------- | --------------------- | ------- | ----- | ------------------------------- | ------- | ----- |
|                        | Andrea Dara ✔️ Eletto | 61 972  | 41,96 | Lega                            | 37 863  | 25,64 |
| Forza Italia           | Andrea Dara ✔️ Eletto | 61 972  | 41,96 | 17 859                          | 12,09   |       |
| Fratelli d'Italia      | Andrea Dara ✔️ Eletto | 61 972  | 41,96 | 5 526                           | 3,74    |       |
| Noi con l'Italia - UDC | Andrea Dara ✔️ Eletto | 61 972  | 41,96 | 724                             | 0,49    |       |
|                        | Marco Carra           | 39 561  | 26,79 | Partito Democratico             | 34 514  | 23,37 |
| +Europa                | Marco Carra           | 39 561  | 26,79 | 3 497                           | 2,37    |       |
| Italia Europa Insieme  | Marco Carra           | 39 561  | 26,79 | 973                             | 0,66    |       |
| Civica Popolare        | Marco Carra           | 39 561  | 26,79 | 577                             | 0,39    |       |
|                        | Alberto Zolezzi       | 36 795  | 24,92 | Movimento 5 Stelle              | 36 795  | 24,92 |
|                        | Franceschino Tiana    | 4 153   | 2,81  | Liberi e Uguali                 | 4 153   | 2,81  |
|                        | Luca De Marchi        | 2 409   | 1,63  | CasaPound                       | 2 409   | 1,63  |
|                        | Oscar Porcelli        | 1 285   | 0,87  | Potere al Popolo!               | 1 285   | 0,87  |
|                        | Massimiliano Esposito | 1 058   | 0,72  | Il Popolo della Famiglia        | 1 058   | 0,72  |
|                        | Daniele Chiavelli     | 313     | 0,21  | Per una Sinistra Rivoluzionaria | 313     | 0,21  |
|                        | Antonio Squillaci     | 136     | 0,09  | PRI - ALA                       | 136     | 0,09  |
| Totale                 | Totale                | 147 682 | 100   |                                 | 147 682 | 100   |
|                        |                       |         |       |                                 |         |       |
| Voti non validi        | Voti non validi       | 3 640   | 2,41  |                                 |         |       |
| Votanti                | Votanti               | 151 322 | 75,38 |                                 |         |       |
| Elettori               | Elettori              | 200 758 |       |                                 |         |       |